# Beyond the Invisible
Beyond the Invisible е първият сингъл от третия студиен албум „Le Roi Est Mort, Vive Le Roi!“ на немската ню ейдж/електронна група Енигма. Песента е издадена на 21 октомври 1996 от Virgin Records/EMI. Това е първата от единствените две песни издадени от този албум.
Изданието на „Beyond the Invisible“, състоящо се от 5 песни съдържа и единствената в цялата музикална кариера на Енигма b-side песен, която не фигурира в самия албум „Light of Your Smile“. Това е и единственият сингъл на Енигма, който не включва нито един ремикс на песента.
В „Beyond the Invisible“ Сандра Крету отново осигурява вокалите в началото на песента, а Майкъл Крету изпълнява главните вокали, докато етно напевите използвани за фон са от латвийската народна песен „Sajaja Bramani“, изпълнена от фолк формацията Rasa.
Както този сингъл, така и повечето песни в албума съдържат както грегориански песнопения, така и фолклорни мотиви, напомнящи за звученето на първите два албума на групата „MCMXC a.D.“ и „The Cross of Changes“. Използваното грегорианско песнопение „Gregoriani Cantus“ на Пиер Келин.
Видеото към песента е заснето от Джулиън Темпъл и включва финландското танцувално дуо по фигурно пързаляне Сузана Рахкамо и Петри Кокко, които се пързалят в една реално същестуваща гора, където е построена изкуствената ледена площ. Клипът е заснет в Марлбъроу, Уилтшайър, Великобритания. Изкуствената ледена пързалка е създадена специално за видеото и отнема цяла седмица, за да стане подходяща за използване.

## Песни
- Сингъл с 2 песни:

1. Beyond the Invisible (Radio Edit) – 4:30
2. Almost Full Moon – 3:40

- Сингъл с 3 песни:

1. Short Radio Edit – 3:42
2. Radio Edit – 4:30
3. Album Version – 5:05

- Сингъл с 4 песни:

1. Beyond The Invisible (Radio Edit) – 4:30
2. Almost Full Moon – 3:42
3. Beyond The Invisible (Album Version) – 5:05
4. Light of Your Smile – 5:10

- Сингъл с 5 песни:

1. Beyond the Invisible (Radio Edit) – 4:30
2. Almost Full Moon – 3:42
3. Beyond the Invisible (Album Version) – 5:05
4. Light of Your Smile – 5:10
5. Beyond the Invisible (Short Radio Edit) – 3:42

## Представяне в класации
| Страна         | Върхова позиция |
| -------------- | --------------- |
| Европа         | 46              |
| Гърция         | 1               |
| Финландия      | 6               |
| Норвегия       | 13              |
| Австрия        | 20              |
| Великобритания | 26              |
| Холандия       | 27              |
| Швеция         | 29              |
| Франция        | 32              |
| Швейцария      | 36              |
| Германия       | 40              |
| Нова Зеландия  | 45              |
| САЩ            | 81              |